# PRR-Klasse GG1
Die Klasse GG1 der Pennsylvania Railroad (PRR) galt bei ihrer Entstehung als eine der schnellsten Elektrolokomotiven. Aufgrund ihres außergewöhnlichen Designs gilt sie auch als eine der schönsten. Die Lokomotiven waren fast fünfzig Jahre lang das Rückgrat des Personenschnellverkehrs im Northeast Corridor der Vereinigten Staaten.

## Entstehung
Die Pennsylvania Railroad suchte Anfang der 1930er Jahre einen Ersatz für die Elektrolokomotiven der Reihe P5, da diese für den schnellen Personenzugverkehr nicht geeignet waren. Bevor die Bauaufträge vergeben wurden, erfolgte der Bau von zwei Prototypen. Eine Lokomotive erhielt die Achsfolge 2’Do2’ und wurde als Reihe R1 bezeichnet, die Zweite, an die EP-3 der New York, New Haven and Hartford Railroad angelehnte Lokomotive mit der Achsfolge (2’Co)(Co2’) erhielt die Reihenbezeichnung GG1.
Beide Fahrzeuge verfügten über einen weitgehend identischen stromlinienförmigen Aufbau mit Mittelführerständen. Nach der Durchführung der Tests wurde entschieden, die Lokomotiven in der Achsfolge (2’Co)(Co2’) zu beschaffen. Der Chefdesigner der PRR, Raymond Loewy, bekam den Auftrag, die Lokomotive zu überarbeiten. Da am Lokkasten nicht mehr viel verändert werden konnte, waren seine einzigen Korrekturen, dass der Lokkasten der Serienlokomotiven geschweißt statt genietet war. Außerdem kreierte er eine Farbgebung mit fünf längsverlaufenden Streifen.

## Technische Informationen
Eine GG1 war 24,3 m lang und wog rund 216 Tonnen. Die Lokomotiven besaßen einen Rahmen, der mit geschweißten Stahlblechen verkleidet war. Die Führerhäuser waren in die Mitte gerückt, um der Besatzung eine höhere Sicherheit bei einem Unfall zu bieten. Zur Verbesserung der Sicht war in Höhe der Stirnfenster die Frontnase schmaler ausgelegt. Das Fahrzeug hatte über die gesamte Länge die gleiche Höhe, um die Stromabnehmer wegen des Seitenausschlags im Bogen an optimalen Stellen anordnen zu können. Der gesamte Aufbau war aerodynamisch abgerundet.
Die sechs Treibradsätze waren in zwei Drehgestellen mit Stahlgussrahmen angeordnet. Sie trugen an den Enden die Zug- und Stoßvorrichtungen und waren miteinander gekuppelt. Jedes der beiden Triebdrehgestelle war an den Fahrzeugenden zusätzlich mit einem zweiachsigen Laufdrehgestell ausgerüstet. Gemäß der Lokomotivklassifizierung der PRR erhielten 2’C-Lokomotiven die Baureihenbezeichnung G. Demzufolge wurden die Lokomotiven als „GG“ bezeichnet.

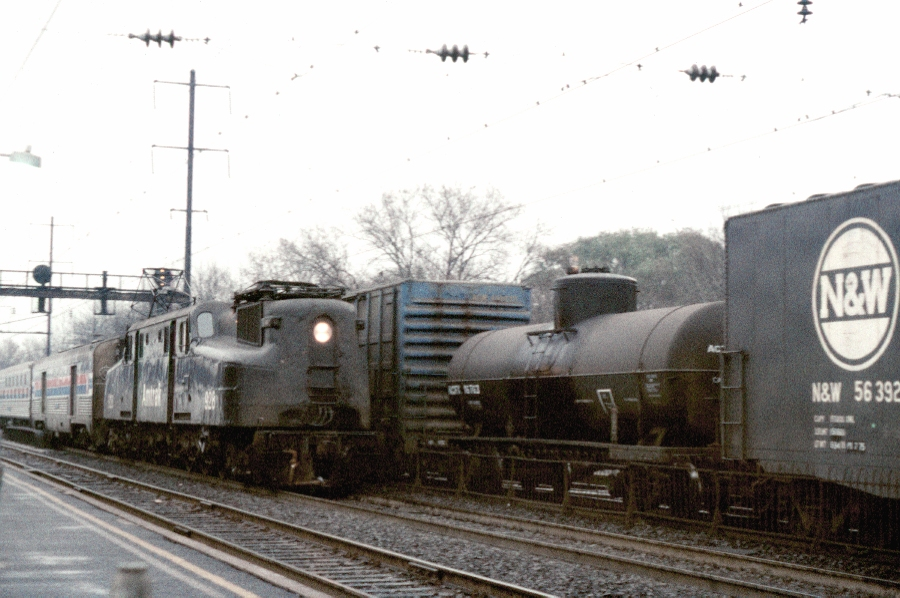
GG 1 bei Amtrak im Einsatz

Jede Achse wurde von zwei Fahrmotoren des Typs GEA-627-A1 mit einer Leistung von je 288 kW angetrieben. Die Kraftübertragung erfolgte über Untersetzungsgetriebe und Westinghouse-Federantriebe.
Die GG1 waren für das PRR-Stromsystem von 11 kV Wechselspannung mit einer Frequenz von 25 Hz ausgelegt. In der Mitte des Fahrzeuges befand sich der Transformator, mit dem die Spannung für die Antriebsmotoren, Kühlgebläse und die gesamte anderweitige Ausrüstung bereitgestellt wurde. Die Leistungssteuerung erfolgte über ein Schaltersystem. Durch das Variieren der Anzahl der sekundären Trafowicklungen konnte die Ausgangsspannung reguliert werden.
Die Lokomotiven hatten eine Gesamtleistung von 3456 kW bei 78,8 km/h (Spitzenleistung). Für den Schnellzugverkehr wurden die Lokomotiven für 161 km/h (100 mph) übersetzt, obwohl 177 km/h möglich gewesen wären. Für den Güterzugverkehr erhielten die Lokomotiven eine Höchstgeschwindigkeit von 145 km/h (90 mph).

## Ein GG1-Unfall
Eines der interessantesten Ereignisse in der Geschichte der GG1 ereignete sich am 15. Januar 1953 in der Washington Union Station. Wegen eines falsch gestellten Bremsventiles konnten die Bremsen in einem Teil des Personenzuges Federal Express nicht betätigt werden. Durch die ungebremsten Personenwagen wurde die Lokomotive und zwei weitere Wagen über den Bahnsteig hinaus in den Gepäckraum im Kopfbau geschoben. Die Lokomotive 4876 wurde anschließend in drei Teile zerlegt und im Reparaturwerk der PRR in Altoona (Pennsylvania) wieder aufgearbeitet. Sie kehrte dann in den Betriebsdienst zurück und war eine der am längsten betriebsfähigen Lokomotiven dieser Baureihe.

## Ausmusterung
Die GG1 wurden größtenteils durch die Lokomotiven vom Typ AEM-7 abgelöst, 1983 wurden die letzten GG1 außer Dienst gestellt. Der Hauptgrund waren Risse, die nach fast fünfzig Betriebsjahren immer häufiger im Gussstahlrahmen auftraten und aufwändige Reparaturen erforderten. Immer größere Schwierigkeiten bei der Ersatzteilbeschaffung und die Planung, die Netzfrequenz von 25 Hz auf 60 Hz zu ändern, beschleunigten die Entscheidung. Nur die spät gebauten Maschinen, die über Gleichrichter verfügten, hätten weiter benutzt werden können, die älteren Fahrzeuge hätten umgebaut werden müssen.
Heute ist keine GG1 mehr betriebsfähig, die Restaurierung einer Maschine in einen betriebsfähigen Zustand höchst unwahrscheinlich. Die Maschinen enthalten größere Mengen Asbest, vor allem in der Isolierung der Verkabelung. Auch wurde das für die Kühlung der Transformatoren benutzte PCB-haltige Öl zwischenzeitlich entsorgt. Die noch existierenden Lokomotiven stehen in mehr oder weniger gutem Zustand in Museen oder auf dem Abstellgleis.

## Noch existierende Exemplare
- PRR 4800 – Railroad Museum of Pennsylvania, Strasburg (Pennsylvania) (aka „Old Rivets“ dt. „Alter Niet“) (ist der Prototyp, die einzige Lokomotive mit genietetem Kasten)
- PRR 4859 – Transportation Center, Harrisburg (Pennsylvania)
- PRR 4876 – B&O Transportation Museum, Baltimore (2004 in sehr schlechtem Zustand)
- PRR 4877 – New Jersey Transit Yard, Morristown (New Jersey)
- PRR 4879 – United Railroad Historical Society of New Jersey
- PRR 4882 – National NYC Railroad Museum, Elkhart (Indiana)
- PRR 4890 – National Railroad Museum, Green Bay
- PRR 4903/Amtrak 4906 – Age of Steam Museum, Dallas, TX (zog am 6. Juni 1968 zusammen mit der GG-1 4901 den Beerdigungszug von Robert Kennedy von New York)
- PRR 4909/Amtrak 4932 – Cooperstown Junction, New York (Diese Lokomotive hat eine der interessantesten Geschichten ihres Verbleibes von der Steamtown National Historic Site bis zum Henry Ford Museum.)
- PRR 4913/Amtrak 4913 – Railroader’s Memorial Museum, Altoona (Pennsylvania)
- PRR 4917/Amtrak 4934 – Leatherstocking Railway Museum, Cooperstown Junction, New York (eine der 75 GG1s, die mit Komponenten von Westinghouse ausgestattet waren, die anderen 64 GG1s hatten Ausrüstung und Motoren von General Electric)
- PRR 4918/Amtrak 4916 – Museum of Transportation, St. Louis (war früher im Besitz des Smithsonian Institute)
- PRR 4919/Amtrak 4917 – Virginia Museum of Transportation, Roanoke
- PRR 4927/Amtrak 4939 – Illinois Railway Museum, Union (Illinois)
- PRR 4933/Amtrak 4926 – Central New York Chapter NRHS, Syracuse (New York) (es gibt Pläne, diese Lok mit Dieselmotoren wieder betriebsfähig zu machen)
- PRR 4935/Amtrak 4935 – Railroad Museum of Pennsylvania (aka „Blackjack“; wohl die am besten restaurierte und ausgestellte GG1)